# Bitwa pod Opolem
Bitwa pod Opolem – stoczona pomiędzy siłami polskimi pod dowództwem księcia opolsko-raciborskiego Władysława a wojskami mongolskimi podczas I najazdu mongolskiego na Polskę w XIII wieku.

## Historia
Pod koniec marca 1241 roku w rejonie Krakowa nastąpiło połączenie się głównych sił mongolskich pod dowództwem Bajdara i Ordu z oddziałem pustoszącym ziemię łęczycką i Kujawy. 1 kwietnia 1241 połączone siły mongolskie opuściły Kraków i ruszyły w kierunku Raciborza. Ominąwszy dobrze przygotowany do obrony gród, podążyły wzdłuż Odry w kierunku Opola. Tam Mongołowie napotkali oddziały krakowsko-sandomierskie wspierane przez rycerstwo księcia opolsko-raciborskiego Władysława. Wobec przewagi nieprzyjaciela, słabsi liczebnie Polacy po krótkiej walce wycofali się w kierunku Wrocławia. Siły mongolskie po zwycięskiej potyczce przez nikogo nie niepokojone podążyły za oddziałami polskimi pod Wrocław. Żeby nie dopuścić do połączenia wojsk księcia wrocławskiego Henryka II Pobożnego i króla czeskiego Wacława I, Mongołowie nie próbowali oblegać grodu wrocławskiego i szybko podążyli w kierunku Legnicy.